# СТР-40ДТ
СТР-40ДТ — турбореактивный самолёт, демонстратор технологий производства лёгких самолётов взамен Як-40. Предназначен для перевозки 19−32 пассажиров с увеличенной скоростью перелёта (до 700 км/ч вместо 510 км/ч) на дальность около 4000 км при возможности использования аэродромов лёгкой авиации.
Разработан ФГУП «Сибирский научно-исследовательский институт авиации имени С. А. Чаплыгина» (сокращённо СибНИА).

## Описание
СибНИА последовал опыту создания одномоторного биплана ТВС-2МС: сначала проект и отработка замены двигателей парка самолётов с остатками ресурса планеров (Як-40МС), затем разработка демонстратора технологий (СТР-40ДТ). Серийный образец, подобно ТВС-2ДТС, планировался цельнокомпозитным самолётом для запуска в серийном производстве.
В 2013 году, во исполнение Федеральной целевой программы «Развитие гражданской авиационной техники России на 2002−2010 годы и на период до 2015 года», Минпромторг России заказал НИОКР «Комплексные исследования в области создания перспективных региональных и местных авиатранспортных систем» (контракт на 889 млн ₽, 2013−2014 годы) и «Комплексные исследования в области создания перспективных воздушных судов для региональных и местных авиаперевозок» (контракт на 440 млн ₽, 2015 год). По этим темам в 2013 году, среди других, начаты исследования для проекта «лёгкого многофункционального самолёта» ЛМС-19 на 19−32 мест для местных воздушных линий и внутрирегиональных перевозок с полностью композитным планером, но на основе Як-40, с тремя двигателями.

### ЯК-40МС
Работы для модернизации парка самолётов Як-40 начались 2012 году. Планировалась ремоторизация имеющихся самолётов ЯК-40. По сведениям СибНИА, самолётов Як-40 с остатками ресурса планера не менее 10 лет было более 100 шт.
20 мая 2013 года ЯК-40МС (регистрационный номер 87216)  взлетел с двумя американскими двигателями ТFЕ731-3 вместо трёх АИ-25. 29 ноября 2016 года в воздух поднялся самолёт с более мощными двигателями TFE731-5BR (по 2154 кгс).
Получен прирост лётных показателей самолёта за счёт, прежде всего, меньшей массы пустого самолёта (с 9850 кг Як-40 до 8500 кг) и значительно лучшей экономичности.
Проектирование ввелось без взаимодействия с ОКБ имени Яковлева.

«На примере самолётов ТВС-2МС были сделаны поправки и вносятся изменения в авиационные правила по части сертификации и работы по глубокой модернизации воздушного судна, то есть по аналогии с тем, как это делается на Западе — без согласований с разработчиками и получения так называемого STC <дополнительный сертификат типа>. ОКБ имени Яковлева нам не мешает. Оно однозначно дало понять, что не заинтересовано в работе над этой машиной. Можно сказать, что там даже некому над этим работать. Поэтому, скорее всего, мы пойдём по пути сертификации, как в случае ТВС-2МС».— Сергей Иванцов, ведущий инженер опытно-конструкторского бюро СибНИА
В том же 2016 году прорабатывали концептуальный проект развития 19-местного самолёта с двухконтурными турбореактивными двигателями размерности 30−40−50 мест, для замены самолёта Як‑40. Директор СибНИА Владимир Барсук сообщил каналу «Звезда» о намерении создать композитный самолёт с двумя двигателями АИ-222-25, тяга которых превосходит уже старые американские Garrett AiResearch TFE731-5BR, установленные на демонстраторе. Вместимостью до 30−40 мест, при дальности 5000 км.

## СТР-40ДТ
«Я думаю, что где-нибудь к середине следующего <2017> года, может быть, к концу, нам удастся поднять такой самолёт в воздух уже с новым углепластиковым крылом, возможно, на нём будет сделан углепластиковый фюзеляж.
Новый лёгкий самолёт на 25 мест будет иметь бо́льшую скорость по сравнению с советским Як-40, а дальность полётов увеличится с 3000 до 5000 км».
С 2017 года началось финансирование НИОКР «Системная интеграция инновационных технологий, обеспечивающих создание конструктивно-технологической платформы перспективных самолётов „малой авиации“ следующего поколения для местных воздушных линий и региональных перевозок» объёмом более 675 млн ₽. Вместимость СТР-40ДТ составит 19 пассажиров, с возможностью установки позднее до 32 кресел. В Як-40 устанавливали до 40 кресел пассажиров при тех же размерах фюзеляжа и даже меньшей грузоподъёмности (2720 кг Як-40 против 3200 кг по проекту). СТР-40ДТ предназначен для перевозок на местных воздушных линиях, в условиях русского севера. Административная разновидность самолёта пока не рассматривается.
7 июня 2018 года научный руководитель СибНИА А. Н. Серьёзнов вновь сообщил, что демонстратор покажут до конца 2018 года. Самолёт предназначают для российского Севера, большой дальности полёта, стоимость его обслуживания не превысит $250 за лётный час, что по его словам кратно меньше самолётов соперников. В декабре 2018 года начались лётные испытания демонстратора с композитным крылом и законцовками, но прежним фюзеляжем и более мощными арендованными двигателями Garrett TFE731-5BR.
4 декабря СТР-40ДТ выполнил первый полёт в Новосибирске с аэродрома Ельцовка.
В июле 2019 года СибНИА завершил работы над самолётом на базе ЯК-40. Установленные два двигателя вместо трёх и цельнокомпозитное крыло позволило увеличить крейсерскую скорость до 700 километров в час вместо 500 км/ч у ЯК-40 и снизить расход топлива до 560-590 килограммов в час вместо 1150. Созданный летающий прототип, согласно СибНИА, соответствует заданным требованиям программы МинПромторга.
Доработка самолёта ЯК-40, проведённая во время капитального ремонта, с установкой 2 современных двигателей на планер, позволит улучшить лётно-технические, эксплуатационные характеристики и продлить срок службы самолёта.

### Конструкция СТР-40ДТ
На самолёт установлены два двигателя Garrett TFE731-5BR с тягой более 2100 кгс каждый, приобретённые после капитального ремонта. Возможно, всё ещё рассматривается установка двигателей компании «Салют» АИ-222-25, которые пока не изготавливаются в гражданском исполнении.
Установлено удлинённое цельнокомпозиционное крыло с изменениями формы.
На месте центрального двигателя Як-40 на самолёте установлена вспомогательная силовая установка Garrett 3092 с электрогенератором мощностью 9 кВА. Она обеспечивает питание электрических систем самолёта на стоянке и электрический запуск двигателей вместо пневматического.

## Цельнокомпозитный самолёт
Самолёт планировался полностью композитным — фюзеляж, силовые элементы, обшивка крыла, вертикального и горизонтального оперения, элементы механизации, рули высоты и направления, створки шасси, откидной трап. Планируется обновление авионики: самолёт оборудуют «стеклянной кабиной». От исходной конструкции Як-40 должно остаться шасси — передняя и основные стойки.
С использованием новых двигателей, материалов, крыла меньшей площади и большего удлинения, топливная эффективность самолёта будет на 15−20 % лучше ближайшего аналога Dassault Falcon 900 с тремя подобными двигателями.
Дальнейшая разработка цельнокомпозитного турбореактивного самолёта на базе СТР-40ДТ была приостановлена в 2019 году. Вероятно это связано с намерением Минпромторга развивать производство в России турбовинтового чешского Л-410 (или модели на его основе) вместо проекта СибНИА.

### Предполагаемые лётно-технические характеристики цельнокомпозитного самолёта
Источник данных: 

Технические характеристики
- Экипаж: 3 (2 лётчика и стюард)
- Пассажировместимость: 19 (32−40 при отказе от багажного отделения)
- Грузоподъёмность: 3200 кг
- Длина: более 20 м
- Высота: около 6,5 м
- Масса пустого: 8500 кг
- Нормальная взлётная масса: 13000 кг
- Силовая установка: 2 × TFE731-5BR
- Тяга: 2 × 2154 кгс

Лётные характеристики
- Крейсерская скорость: 650−700 км/ч
- Практическая дальность: более 4000 км
- Практический потолок: 9500−10000 м
- Длина разбега: 800 м
- Длина пробега: 600 м